# Yvonne Orji

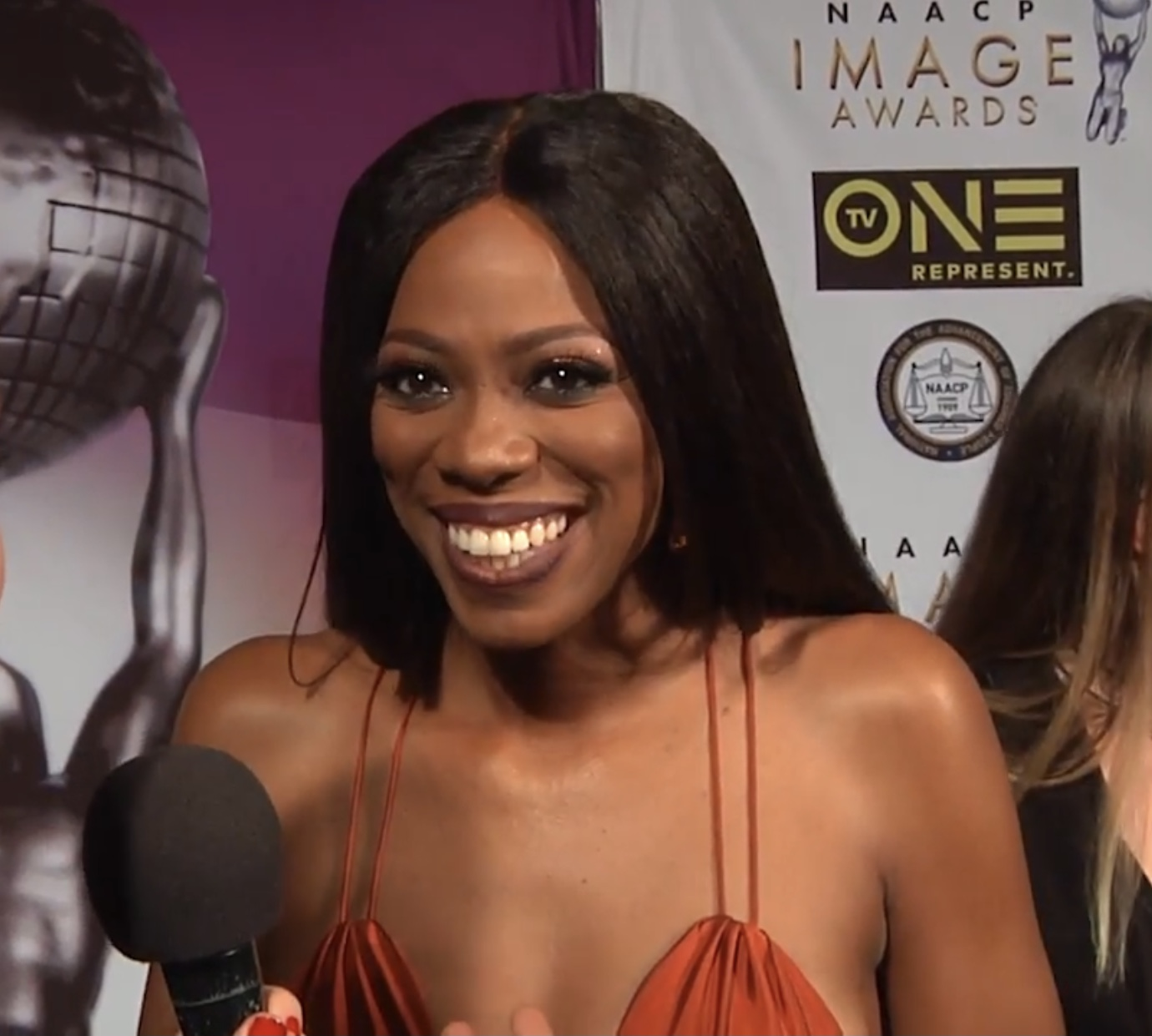
Yvonne Orji, 2017

Yvonne Anuli Orji (* 2. Dezember 1983 in Port Harcourt, Nigeria) ist eine nigerianisch-US-amerikanische Schauspielerin, Bekanntheit erlangte sie vor allem durch ihre Rolle als Molly Carter aus der Serie Insecure, für die sie im Jahr 2020 eine Emmy-Nominierung erhielt.

## Leben und Karriere
Yvonne Orji wurde in der an der Südküste in Nigeria gelegenen Millionenstadt Port Harcourt geboren. Später immigrierten ihre Eltern mit ihr und ihren drei älteren Söhnen in die Vereinigten Staaten und ließen sich im Bundesstaat Maryland nieder. Ihre Mutter fand am Howard University Hospital eine Anstellung als Krankenschwester. Nach ihrem Umzug und dem Schulabschluss studierte sie an der George Washington University Gesundheitswissenschaften, die sie mit dem Master abschloss. 2009 zog sie nach New York City und begann dort als Komikerin aufzutreten, entgegen den Wünschen ihrer Eltern einen medizinischen Beruf zu ergreifen. Etwas später erhielt sie als Praktikantin Einblick in den Prozess des Drehbuchschreibens bei der Produktion der Sitcom Love That Girl!. In jener Serie war sie in einer Gastrolle 2011 auch erstmals als Darstellerin vor der Kamera zu sehen. 2014 zog sie erneut um, diesmal nach Los Angeles an die Westküste und arbeitete im Anschluss daran als Drehbuchautorin an einer Pilotepisode, die später unter dem Titel First Gen in die Produktion gehen sollte. An dem Projekt waren unter anderem Oprah Winfrey und David Gyasi als Executive Producers beteiligt. Veröffentlicht wurde die Episode bislang nicht.
Auf Anraten der Schauspielerin Issa Rae sprach sie bereits 2015 für eine Rolle in der Serie Insecure vor und wurde schließlich für die Rolle der Molly Carter in einer der Hauptrollen besetzt. Die Serie wurde 2016 erstmals beim Sender HBO ausgestrahlt und steigerte ihre Bekanntheit. Für ihre Darstellung in der vierten Staffel erhielt sie im Juli 2020 eine Nominierung für die anstehende Primetime-Emmy-Verleihung 2020 in der Kategorie Beste Nebendarstellerin – Comedyserie. 2017 war Orji in zwei Episoden der Serie Jane the Virgin zu sehen. 2018 war Orji als Maya in der Filmkomödie Night School zu sehen. 2019 war sie in der Sketch-Show A Black Lady Sketch Show zu sehen, die ebenfalls beim Sender HBO ausgestrahlt wurde. 2020 veröffentlichte sie die Dokumentation Momma, I Made It, für die sie in ihre Heimat nach Nigeria reiste, die sie selbst produzierte und schrieb. Regie zu der Dokumentation führte Chris Robinson, der unter anderem Musikvideos für Sängerinnen wie Alicia Keys, Mary J. Blige und Monica inszenierte. 2017 lernte sie Chris Rock kennen, mit dem sie zusammen beim Total Black Out auftrat.
Orji lebt in Los Angeles und ist ledig. Als Christin lehnt sie für sich selbst vorehelichen Geschlechtsverkehr ab.

## Filmografie (Auswahl)
- 2011: Love That Girl! (Fernsehserie, eine Episode)
- 2013: Sex (Therapy) with the Jones (Kurzfilm)
- seit 2016: Insecure (Fernsehserie)
- 2017: Jane the Virgin (Fernsehserie, 2 Episoden)
- 2017: Flip the Script (Miniserie, Episode 1x04)
- 2018: Night School
- 2019: A Black Lady Sketch Show (Fernsehserie, 2 Episoden)
- 2020: Zerplatzt (Spontaneous)
- 2021: Vacation Friends
- 2022: The Blackening

## Auszeichnungen und Nominierungen (Auswahl)
Emmy
- 2020: Nominierung in der Kategorie Beste Nebendarstellerin – Comedyserie für Insecure

Black Reel Award
- 2017: Nominierung in der Kategorie Beste Nebendarstellerin in der Comedyserie für Insecure
- 2018: Nominierung in der Kategorie Beste Nebendarstellerin in der Comedyserie für Insecure
- 2019: Nominierung in der Kategorie Beste Nebendarstellerin in der Comedyserie für Insecure
- 2020: Nominierung in der Kategorie Beste Nebendarstellerin in der Comedyserie für Insecure